# Gila Kolb
Gila Kolb (* 1979) ist eine deutsche Kunstpädagogin.

## Leben und Wirken
Kolb studierte von 1999 bis 2007 Kunst, Germanistik und Politikwissenschaft an der Hochschule für Bildende Künste, der Technischen Universität Braunschweig, der Universitat Politècnica de València und der Universität Paris XII. 2019 reichte sie an der Universität zu Köln bei Torsten Meyer ihre Dissertation mit dem Arbeitstitel „Zeichnen können? Studien zu einem kunstpädagogischen Paradigma“ ein.
2005–2006 war sie Stipendiatin des Siemens Arts Program „kiss – Kultur in Schule und Studium“ für angehende Kunsterzieher und 2006–2007 Projektassistentin bei der ADKV (Arbeitsgemeinschaft Deutscher Kunstvereine) in Berlin. 2007–2011 war sie wissenschaftliche Mitarbeiterin an der Kunsthochschule Kassel im Fachbereich Kunstpädagogik, gefolgt von einer Tätigkeit als freie Kunstvermittlerin für die Kunsthalle Fridericianum in Kassel (2008–2011). Des Weiteren war sie 2011–2013 Stipendiatin des Promotionskollegs „Gestalten und Erkennen–Kompetenzbildung in den künstlerischen Fächern und Fachbereichen der Schule“ an der Friedrich-Alexander-Universität Erlangen-Nürnberg und der Ludwig-Maximilians-Universität München und hatte eine Vertretungsprofessur inne am Institut für Kunst, Musik und Medien der Pädagogischen Hochschule Heidelberg (2011–2012). Anschließend war sie wissenschaftliche Mitarbeiterin am Institut für Kunstwissenschaft–Filmwissenschaft–Kunstpädagogik der Universität Bremen (2013–2015) und wissenschaftliche Mitarbeiterin am Institut für Kunst & Kunsttheorie der Universität zu Köln (2016–2017).

## Mitgliedschaften
- Internationale Forschungsgruppe AG Kunst Pädagogik Geschichte (seit 2013)
- BDK – Fachverband für Kunstpädagogik e.V.
- lbg, Verband Schweizer Lehrerinnen und Lehrer Bildnerische Gestaltung | Bild und Kunst[2]

## Publikationen (Auswahl)

### Bücher
- Christine Heil, Gila Kolb, Torsten Meyer: Shift. #Globalisierung #Medienkulturen #Aktuelle Kunst. kopaed Verlag, München 2012.
- Torsten Meyer, Gila Kolb: What's next? kopaed Verlag, München 2015.

### Beiträge in Büchern
- Gila Kolb, Torsten Meyer, Konstanze Schütze: Let’s do the shift. Kunstunterricht im Wandel. In: Ruth Matheus-Berr, Michaela Götsch (Hrsg.): Perspectives on Art Education. Conversations across cultures. De Gruyter, Berlin, Boston 2015, S. 89–93.
- Gila Kolb: Fragen mit Antworten. In: Stephanie Marr (Hrsg.): Tischgesellschaft 2: Guter Unterricht: Wie geht das? Athena Verlag, Oberhausen 2015, S. 45–53.
- Gila Kolb: Können. In: Manfred Blohm (Hrsg.): Kunstpädagogische Stichworte. Fabrico Verlag, Flensburg 2016, S. 63–66.
- Claudia Birkner, Gila Kolb, Antje Morawietz, Katrin Zapp: Das Kompetenzmodell für Visual Literacy – exemplarische domänenspezifische Forschung aus dem deutschsprachigen Raum. In: Ernst Wagner, Diederik Schönau (Hrsg.): Cadre Européen Commun de Référence pour la Visual Literacy – Prototype / Common European Framework of Reference for Visual Literacy – Prototype / Gemeinsamer Europäischer Referenzrahmen für Visual Literacy – Prototyp. Waxmann Verlag, Münster, New York 2016, S. 230–246.
- Gila Kolb, Konstanze Schütze: Becoming Art(s) Educators – Shifts in Art and Education. In: Michael Heber, Mona Jas (Hrsg.): Fokus: Kunst- und Kulturschaffende in Bildungseinrichtungen! Debatten um Rahmenbedingungen, Potenziale und Kompetenzen für kulturelle Bildungsprojekte! Kopaed, München 2017, S. 149–159.
- Gila Kolb, Konstanze Schütze: Pizza als Kontaktzone. (Gilt Pizzaessen als Lernprozess?). In: Konstanze Schütze, Ella Tetrault, Alain Bieber (Hrsg.): Pizza is God. Ein Reader. Kerber 2018, S. 281–287. Kettler, Dortmund 2018.